# ニール・ヤング
ニール・パーシヴァル・ヤング（英語: Neil Percival Young、1945年11月12日 - ）は、カナダ・トロント出身のフォーク、フォーク・ロックのシンガーソングライターである。クロスビー、スティルス、ナッシュ&ヤングやバッファロー・スプリングフィールドのメンバーとしても活躍し、1969年にソロデビューした。代表曲には「孤独の旅路」、代表アルバムには『ハーヴェスト』などがある。1995年にはロックの殿堂入りを果たしている。
1972年、80年、96年、2018年にサウンドトラック・アルバムを発表している。バンクーバーオリンピックの閉会式では、カナダ代表のミュージシャンとしてライブ・パフォーマンスをした。「ローリング・ストーンの選ぶ歴史上最も偉大な100人のギタリスト」において2003年は第83位、2011年の改訂版では第17位。
「ローリング・ストーンの選ぶ歴史上最も偉大な100人のシンガー」において第37位。「ローリング・ストーンの選ぶ歴史上最も偉大な100組のアーティスト」において第34位。
「Q誌の選ぶ歴史上最も偉大な100人のシンガー」において第65位。

## 経歴

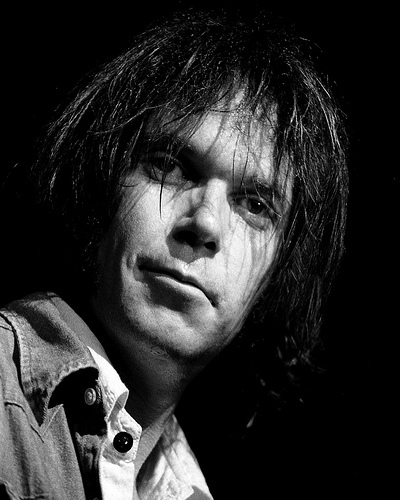
若き日のニール (1976年)

1945年11月12日、カナダ、オンタリオ州のトロントで生まれた。父はジャーナリストでスポーツ・ライターであり、母はドーターズ・オブ・ジ・アメリカン・レボリューションの会員だった。彼は、ロックンロール、ロカビリー、ドゥーワップ、カントリーなどの影響を受けた。さらに、エルヴィス・プレスリーを筆頭に、チャック・ベリー、ハンク・マーヴィン、リトル・リチャード、ファッツ・ドミノ、シャンテルズ、モノトーンズ、ロニー・セルフ、フリートウッズ、ジョニー・キャッシュ、ロイ・オービソンらから音楽的影響を受けた。やがてヤングはカナダのマニトバ大学に進学し、「4次元フォーク・クラブ」に入る。そのクラブにはジョニ・ミッチェルがいた。二人は「シュガー・マウンテン」などをいっしょに歌った。同曲に対するミッチェルのアンサー・ソングが「サークル・ゲーム」である。ゲス・フーのランディ・バックマンとも知り合った。ニールはマイナー・バーズというグループを組んだが、同バンドには後に大成功するリック・ジェームスも在籍していた。
1966年、スティーヴン・スティルスらとともにバッファロー・スプリングフィールドを結成した。このグループは、同年7月に『クランシーは歌わない（原題Nowadays Clancy Can't Even Sing）』でデビューし、成功を収めたが1968年5月に解散した。
1969年1月、ヤングはファースト・ソロ・アルバム『ニール・ヤング』を発表した。同年、セカンド・アルバムのレコーディングのためにバックバンド結成を構想したヤングは、6人編成のバンドのザ・ロケッツからダニー・ウィットン（ギター）、ラルフ・モリーナ（ドラムス）、ビリー・タルボット（ベース）の3人を彼のバックバンドとして雇い入れ、クレイジー・ホースが結成された。同年5月、クレイジー・ホースと共にセカンド・アルバム『ニール・ヤング・ウィズ・クレイジー・ホース（Everybody Knows This Is Nowhere）』を発表。

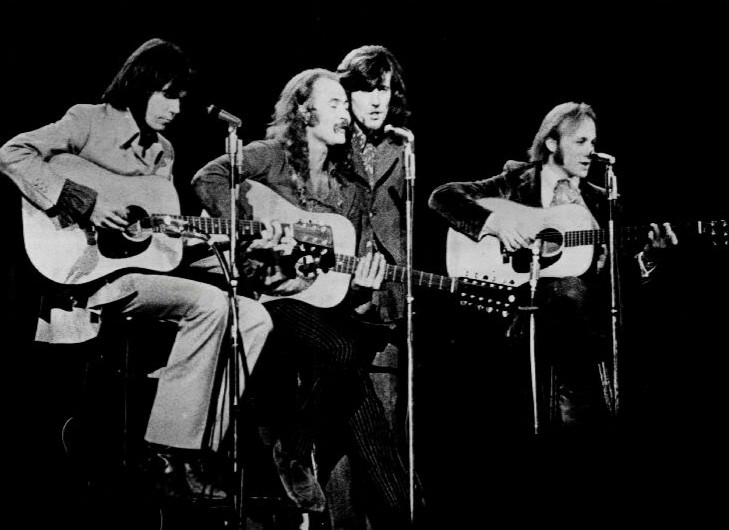
クロスビー、スティルス、ナッシュ&ヤング

同年6月頃、クロスビー、スティルス&ナッシュに加入した。同グループはクロスビー、スティルス、ナッシュ&ヤングへと発展した。
1972年1月発売の4枚目のアルバム『ハーヴェスト』がアメリカ、イギリス、カナダで1位を記録した。同年11月18日、ダニー・ウィットンがヘロイン中毒のため死亡。クレイジー・ホースには新メンバーとしてギタリストのフランク・サンペドロが加入した（なお、ニールとの活動とは別に、クレイジー・ホースとしてのアルバムも発表している）。
ゲフィン・レコードに移籍してからは、シンセサイザーやヴォコーダーを多用した『トランス』（1982年）、ロカビリーに特化した『エヴリバディズ・ロッキン』（1983年）といった異色作のリリースが続き、1983年12月にはゲフィン側が「ニール・ヤングらしくないアルバムばかり作っている」という理由でヤングを訴える事態となった。それに対してヤングは、アーティストの自由を主張し、最終的にはゲフィン側がヤングに謝罪した。そして、1987年の『ライフ』でゲフィンとの契約を満了し、古巣のリプリーズ・レコードに復帰した。
ヤングはフォークやカントリー、ロカビリー、テクノ、グランジなど、発表作品ごとにバラエティに富んだアプローチをとることが多い。
ボーカルも個性的で、その鼻にかかったような弱々しい印象のハイトーンの声は、バラードには無垢な繊細さ、グランジ風の曲の際にはアナーキーな雰囲気をかもしている。ギタープレイは、テクニカルな側面は強くないが、歪ませた爆音を含むそのプレイは個性的なものである。また、武骨かつ繊細なアコースティック・ギターのプレイも「孤独の旅路」「ロッタ・ラヴ」などでお馴染みとなっている。
1995年にソロとして、1997年にはバッファロー・スプリングフィールドとしてロックの殿堂入りを果たした。ただし、ヤングは1997年の授賞式に関しては、テレビと連動した手法に異議を唱えて出演拒否した。
1990年の湾岸戦争の際には、コンサート会場でボブ・ディランの「風に吹かれて」を歌い、また2001年のアメリカ同時多発テロ直後には、放送が自粛されていたジョン・レノンの「イマジン」を敢えて歌った。そしてイラク戦争後は、ブッシュ政権反対の姿勢を鮮明にした。
ミュージシャン達の交友範囲は、同世代から若手まで幅広い。ロックの殿堂の授賞式では、これまでジミ・ヘンドリックス、ポール・マッカートニー、プリテンダーズ、トム・ウェイツの4組のプレゼンターを務め、逆にニールのプレゼンターをパール・ジャムのエディ・ヴェダーが務めた。また、ニルヴァーナのカート・コバーンの自殺に深く心を痛めた（コバーンの遺書には、ニールの歌詞の一節が引用されていた）。

## 私生活

### 住居
ヤングの家族はマニトバ出身で、両親はそこで生まれ結婚した。ヤング自身はオンタリオ州トロントで生まれ、幼少期は同地で様々な時期（1945年、1957年、1959年～1960年、1966年～1967年）を過ごし、オメミー（1945年～1952年）、オンタリオ州ピカリング（1956年）に住んだ後、母親とともに、彼の音楽キャリアが始まり、彼が「故郷」と考えるマニトバ州ウィニペグ（1958年、1960年～1966年）に落ち着いた。ヤングはカリフォルニア州マリブに家を持っていたが、2018年のウールジー火災で全焼した。ヤングは1967年からカナダ国外に住んでいたが、2020年に戻ってきた。
ヤングはカリフォルニア州ラ・ホンダ近郊に約1,000エーカーのブロークンアロー牧場を所有しており、1970年に35万米ドル（2024年ドル換算で280万米ドル）で購入した。その後、敷地は数千エーカーに拡大された。2014年の離婚後、彼は引っ越し、ペギ・ヤングに牧場を譲った。ヤングの息子ベンが住んでいる。

### 市民権
ヤングは2019年、マリファナ使用のために米国市民権の申請が保留されていたことを発表した。2020年、この問題は解決し、彼はアメリカ市民権を取得した。アメリカ市民権を取得するとほぼ同時に、ヤングは半世紀以上ぶりにカナダでの生活に戻り、ダリル・ハンナとともに、もともと彼が生後まもなくから7歳まで住んでいたオメミー近郊のコテージに引っ越した。

## 結婚と交際
ヤングは1968年12月に最初の妻であるレストラン経営者のスーザン・アセヴェドと結婚。二人は1970年10月まで一緒にいたが、彼女が離婚を申請した
。
1970年後半から1975年まで、ヤングは女優のキャリー・スノッドグレスと交際していた。『ハーヴェスト』に収録されている「男は女が必要」という曲は、彼が映画『わが愛は消え去りて（Diary of a Mad Housewife）』で彼女を見たことにインスパイアされたものだ。その後すぐに2人は出会い、彼女はカリフォルニア北部にある彼の牧場に同居することになった。ふたりの間には1972年9月8日に生まれた息子ジークがいる。彼は脳性麻痺と診断されている。
次の妻ペギ・ヤング（旧姓モートン）と出会ったのは1974年で、彼女は彼の牧場近くのダイナーでウェイトレスとして働いていた時に出会った、と彼は1992年の曲 「Unknown Legend」で歌っている。2人は1978年8月に結婚し、ベンとアンバーという2人の子供をもうけた。ベンは脳性まひ、アンバーはてんかんと診断された 。夫妻は1986年、音楽の共同制作者であり、ブリッジ・スクールの共同設立者でもあった。結婚生活36年の後、2014年に離婚。2019年1月1日、ペギが死去。
2014年、ヤングは女優のダリル・ハンナと交際を始めた。 二人は2018年8月25日、カリフォルニア州アタスカデロで結婚式を挙げた。
ヤングは女優アンバー・タンブリンのゴッドファーザーであると広く報じられている。2009年の『Parade』とのインタビューで、タンブリンは「ゴッドファーザー」とは父親である俳優のラス・タンブリンの友人であるヤング、デニス・ホッパー、ディーン・ストックウェルの3人であり、彼女の人生に重要な影響を与えた3人のことを指す「ゆるい言葉」に過ぎないと説明した。
ヤングは異母妹で同じミュージシャンのアストリッド・ヤングと常に親交があり、彼女の最初のアンプを購入し、過去数十年にわたってコラボレーションを行ってきた。

## 社会的活動
ウィリー・ネルソンとともに始めた「ファーム・エイド」にも、設立以来長年にわたって参加しており、農業経営者への支援を呼びかけている。ファーム・エイドにはジョン・メレンキャンプ、エミルー・ハリス、ヴィンス・ギル、アレックス・ハーヴェイ、ステッペン・ウルフ、ボブ・ディラン、BBキングらが参加したことがある。また数十組が参加した85年以降も毎回、日本で報道されるよりもはるかに大勢のミュージシャンが参加している。化学企業のモンサント社に反対したり、ノース・ダコタ州への石油パイプ・ラインに反対したりと、若き日と変わらぬ社会問題への関心の深さを示している。石油パイプ・ライン反対運動への曲「Indian Givers」も発表している。
自身の子供が障害児であるという経緯から、障害者の支援にも積極的に関わっており、妻のペギとともにチャリティー・コンサート「ブリッジ・スクール・ベネフィット・コンサート」を毎年開催、自身の顔の広さを活かし、過去にボブ・ディラン、サイモン&ガーファンクル、エルトン・ジョン、ルー・リード、ピート・タウンゼント、ブライアン・ウィルソン、ドン・ヘンリー、ブルース・スプリングスティーン、トム・ペティ、エルヴィス・コステロ、ジャクソン・ブラウン、ジェームス・テイラー、R.E.M.、レッド・ホット・チリ・ペッパーズ、ソニック・ユース、パール・ジャム、シェリル・クロウ、スマッシング・パンプキンズ、グリーン・デイ、ベック、フー・ファイターズ、ノラ・ジョーンズなどの錚々たるミュージシャンを招いている。

## ギャラリー

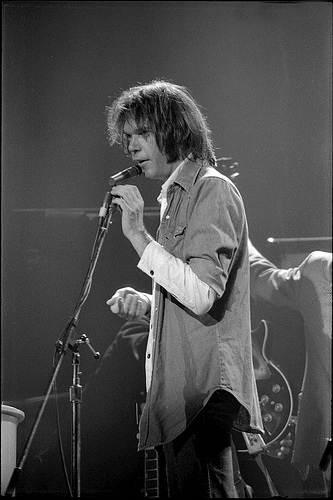
USA・オースティン公演 (1976年11月)
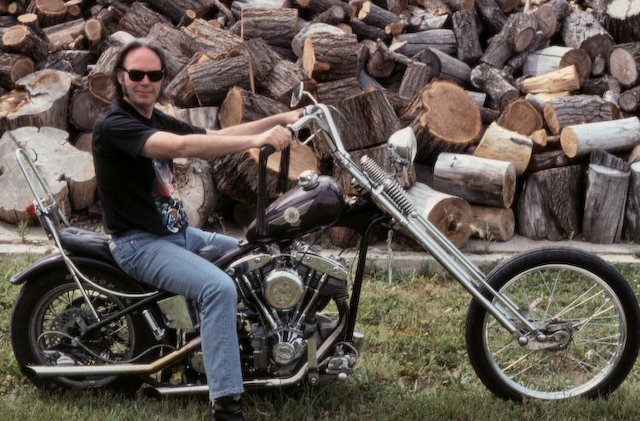
ハーレー・チョッパーに乗車 (1992年)
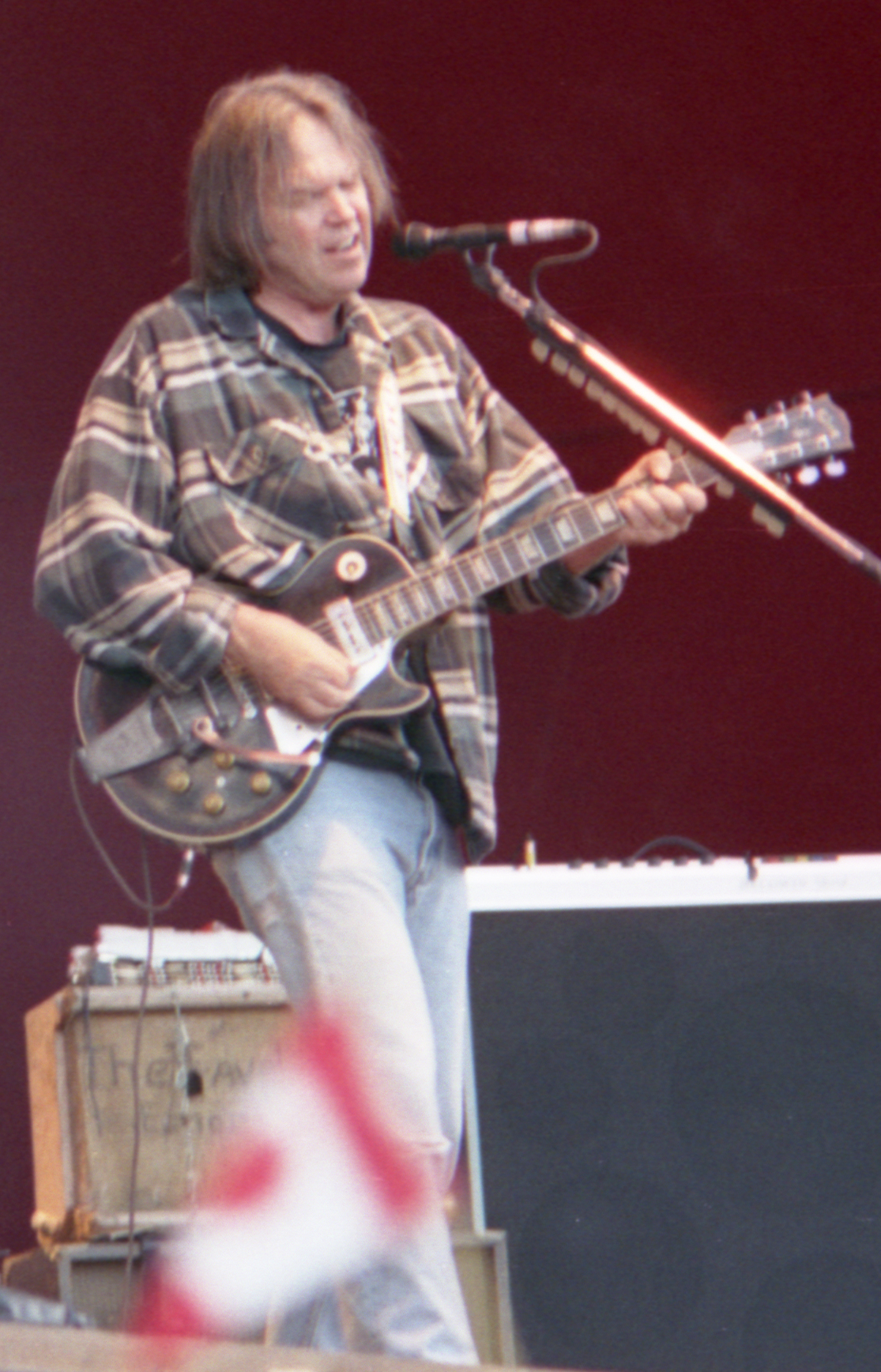
フィンランド・トゥルク公演 (1996年6月)
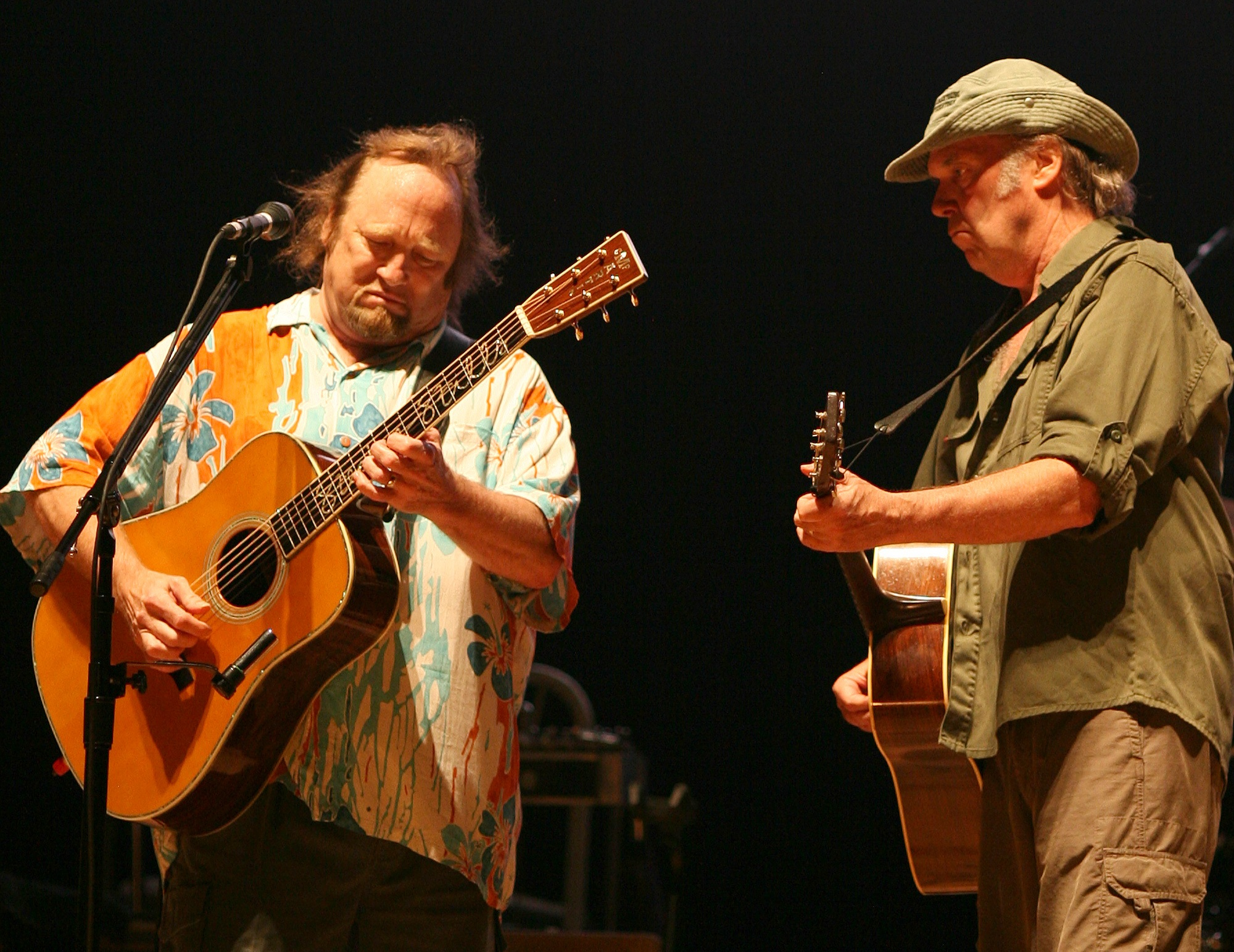
同僚スティーヴン・スティルスと (2006年8月)
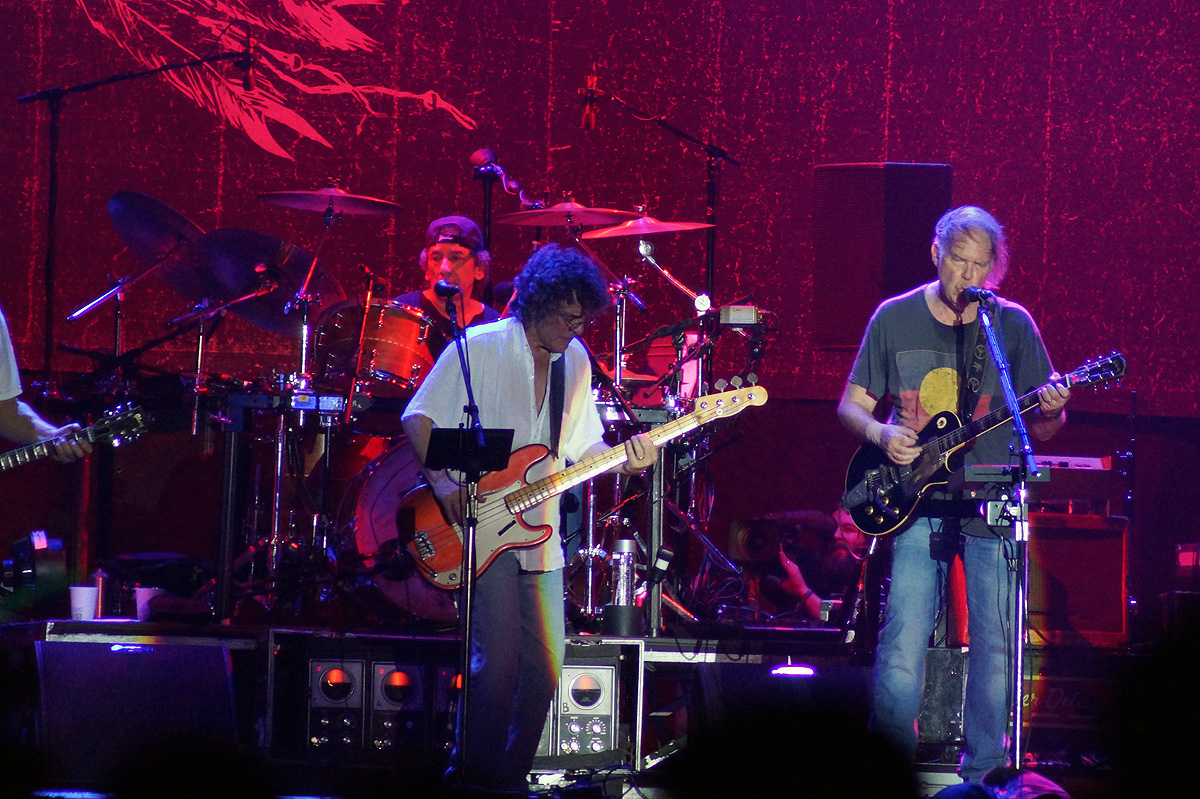
ニール・ヤング&クレイジー・ホース (2009年)
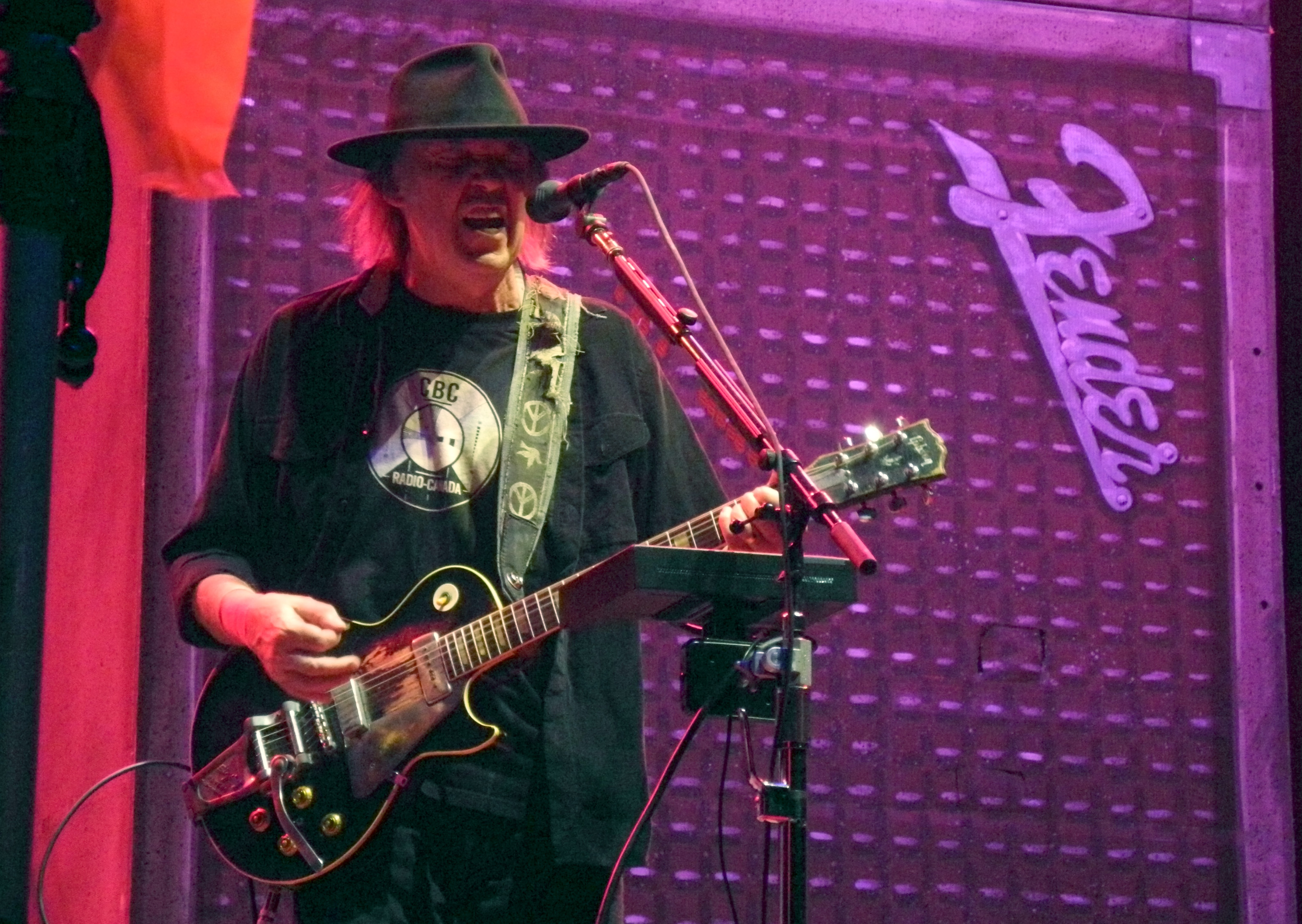
ルクセンブルク・エシュ＝シュル＝アルゼット公演 (2013年7月)
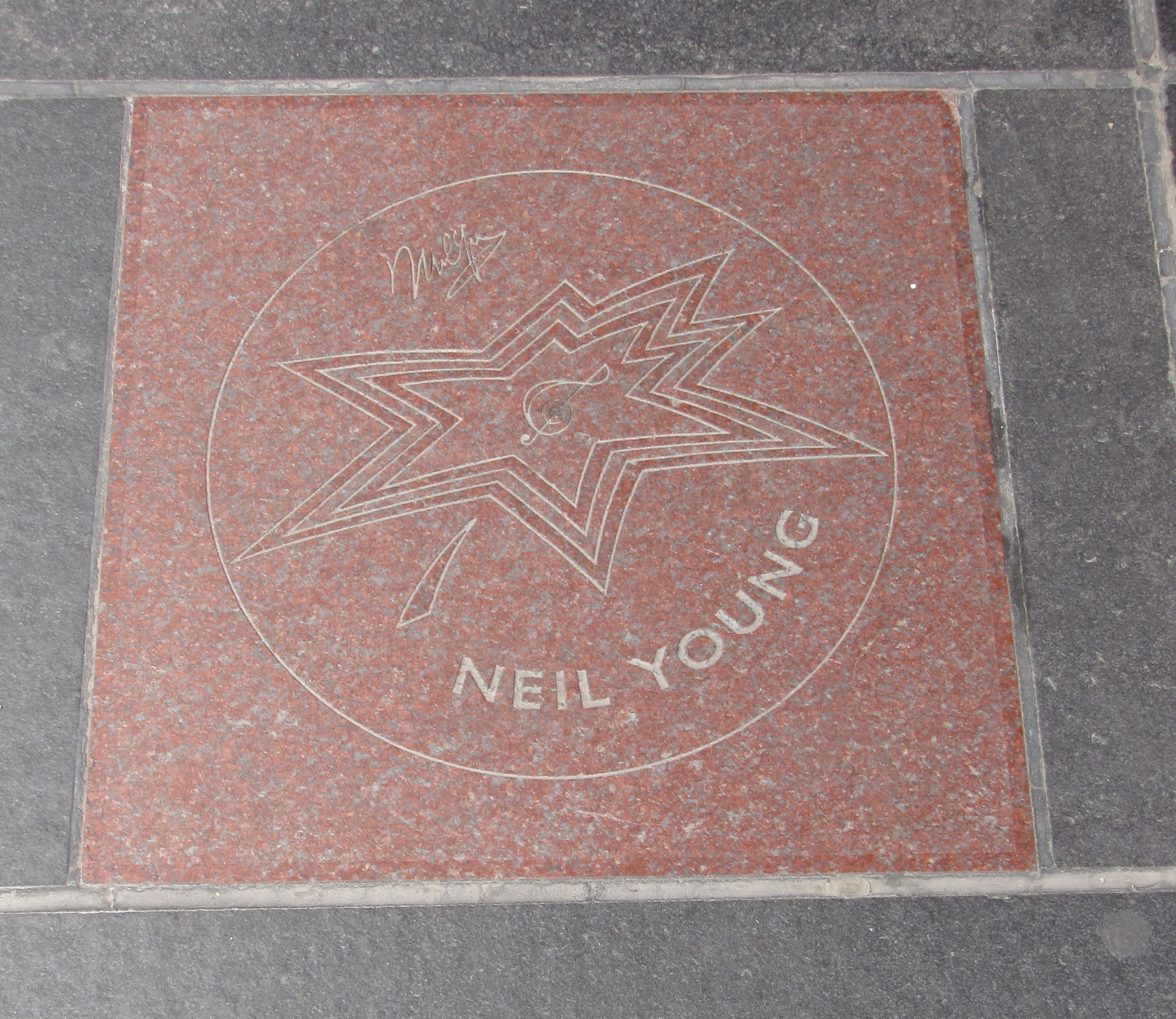
母国カナダにある「名声の歩道」 (2009年4月)

## ディスコグラフィ
- ザ・スクワイアーズ

| 年   | タイトル            | レーベル        |
| ---- | ------------------- | --------------- |
| 1963 | The Sultan / Aurora | V records       |
| 2008 | Mustang / Aurora    | Reprise Records |

- ザ・マイナー・バーズ

シングル
| 年   | タイトル                                   | レーベル |
| ---- | ------------------------------------------ | -------- |
| 1965 | "The Mynah Bird Hop"/"The Mynah Bird Song" | Columbia |

コンピレーション収録
| 年   | 曲                       | アルバム                                  | レーベル | 備考              |
| ---- | ------------------------ | ----------------------------------------- | -------- | ----------------- |
| 2006 | "It's My Time"           | The Complete Motown Singles, Vol. 6: 1966 | Hip-O    | *recorded in 1966 |
| 2006 | "Go On and Cry"          | The Complete Motown Singles, Vol. 6: 1966 | Hip-O    | *recorded in 1966 |
| 2016 | "I Got You (In My Soul)" | Motown Unreleased: 1966                   | Motown   | *recorded in 1966 |
| 2016 | "I'll Wait Forever"      | Motown Unreleased: 1966                   | Motown   | *recorded in 1966 |

| 発表年                                 | アルバム名                                                       | アルバム名                                    | 名義                    |
| 発表年                                 | 邦題                                                             | 原題                                          | 名義                    |
| -------------------------------------- | ---------------------------------------------------------------- | --------------------------------------------- | ----------------------- |
| オリジナル・アルバム                   |                                                                  |                                               |                         |
| 1969年1月                              | ニール・ヤング                                                   | Neil Young                                    | Solo                    |
| 1969年5月                              | ニール・ヤング・ウィズ・クレイジー・ホース                       | Everybody Knows This Is Nowhere               | Crazy Horse             |
| 1970年8月                              | アフター・ザ・ゴールド・ラッシュ                                 | After The Gold Rush                           | Solo                    |
| 1972年                                 | ハーヴェスト                                                     | Harvest                                       | The Stray Gators        |
| 1972年                                 | 過去への旅路                                                     | Journey Through the Past                      | Solo                    |
| 1973年                                 | 時は消え去りて                                                   | Time Fades Away                               | The Stray Gators        |
| 1974年                                 | 渚にて                                                           | On the Beach                                  | Solo                    |
| 1975年6月                              | 今宵その夜                                                       | Tonight's The Night                           | The Santa Monica Flyers |
| 1975年11月                             | ズマ                                                             | Zuma                                          | Crazy Horse             |
| 1976年9月                              | 太陽への旅路                                                     | "Long May You Run"                            | Stills-Young Band       |
| 1977年                                 | アメリカン・スターズン・バーズ                                   | American Stars N' Bars                        | Solo                    |
| 1978年10月                             | カムズ・ア・タイム                                               | Comes a Time                                  | Solo                    |
| 1979年7月                              | ラスト・ネヴァー・スリープス                                     | Rust Never Sleeps                             | Crazy Horse             |
| 1979年11月                             | ライヴ・ラスト                                                   | Live Rust                                     | Crazy Horse             |
| 1980年                                 | タカ派とハト派                                                   | Hawks & Doves                                 | Solo                    |
| 1981年                                 | リアクター                                                       | Re·ac·tor                                     | Crazy Horse             |
| 1982年                                 | トランス                                                         | Trans                                         | Solo                    |
| 1983年                                 | エヴリバディズ・ロッキン                                         | Everybody's Rockin                            | Shocking Pinks          |
| 1985年                                 | オールド・ウェイズ                                               | Old Ways                                      | Solo                    |
| 1986年7月                              | ランディング・オン・ウォーター                                   | Landing On Water                              | Solo                    |
| 1987年                                 | ライフ                                                           | Life                                          | Crazy Horse             |
| 1988年4月                              | ディス・ノーツ・フォー・ユー                                     | This Note's For You                           | The Bluenotes           |
| 1989年10月                             | フリーダム                                                       | Freedom                                       | Solo                    |
| 1990年9月                              | 傷だらけの栄光                                                   | Ragged Glory                                  | Crazy Horse             |
| 1991年10月                             | ウェルド:ライブ・イン・ザ・フリー・ワールド                      | Weld                                          | Crazy Horse             |
| 1991年11月                             |                                                                  | Arc                                           | Crazy Horse             |
| 1992年10月                             | ハーヴェスト・ムーン                                             | Harvest Moon                                  | Solo                    |
| 1993年6月                              | アンプラグド                                                     | Unplugged                                     | Solo                    |
| 1994年8月                              | スリープス・ウィズ・エンジェルズ                                 | Sleeps With Angels                            | Crazy Horse             |
| 1995年6月                              | ミラー・ボール                                                   | Mirror Ball                                   | Solo                    |
| 1996年3月                              | デッドマン (オリジナル・サウンドトラック)                        | Deadman OST                                   | Solo                    |
| 1996年7月                              | ブロークン・アロー                                               | Broken Arrow                                  | Crazy Horse             |
| 1997年6月                              | イヤー・オブ・ザ・ホース                                         | Year Of The Horse                             | Crazy Horse             |
| 2000年4月                              | シルヴァー・アンド・ゴールド                                     | Silver & Gold                                 | Solo                    |
| 2000年11月                             | ロード・ロック・ヴォリューム・ワン                               | Road Rock vol.1                               | Friends & Relatives     |
| 2002年3月                              | アー・ユー・パッショネイト?                                      | Are You Passionate?                           | Solo                    |
| 2003年8月                              | グリーンデイル                                                   | Greendale                                     | Crazy Horse             |
| 2005年10月                             | プレーリー・ウィンド                                             | Prairie Wind                                  | Solo                    |
| 2006年6月                              | リヴィング・ウィズ・ウォー                                       | Living With War                               | Solo                    |
| 2006年12月                             | リヴィング・ウィズ・ウォー:イン・ザ・ビギニング                  | Living with War: "In the Beginning"           | Solo                    |
| 2007年10月                             | クローム・ドリームス II                                          | Chrome Dreams II                              | Solo                    |
| 2009年4月                              | フォーク・イン・ザ・ロード                                       | Fork in the Road                              | Solo                    |
| 2010年9月                              | ル・ノイズ                                                       | Le Noise                                      | Solo                    |
| 2012年6月                              | アメリカーナ                                                     | Americana                                     | Crazy Horse             |
| 2012年8月                              | サイケデリック・ピル                                             | Psychedelic Pill                              | Crazy Horse             |
| 2014年4月                              | ア・レター・ホーム                                               | A Letter Home                                 | Solo                    |
| 2014年11月                             | ストーリートーン                                                 | Storytone                                     | Solo                    |
| 2015年6月                              | ザ・モンサント・イヤーズ                                         | The Monsanto Years                            | Promise of the Real     |
| 2016年6月                              | アース                                                           | Earth                                         | Promise of the Real     |
| 2016年12月                             | ピース・トレイル                                                 | Peace Trail                                   | Solo                    |
| 2017年12月                             | ザ・ヴィジター                                                   | The Visitor                                   | Promise of the Real     |
| 2018年4月                              | パラドックスの瞬間 (オリジナル・サウンドトラック)                | Paradox (Original Music from the Film)        | Promise of the Real     |
| 2019年10月                             | コロラド                                                         | Colorado                                      | Crazy Horse             |
| 2021年12月                             | バーン                                                           | Barn                                          | Crazy Horse             |
| 2022年8月                              | ノイズ&フラワーズ                                                | Noise & Flowers                               | Promise of the Real     |
| 2022年11月                             | ワールド・レコード                                               | World Record                                  | Crazy Horse             |
| 2023年12月                             | ビフォア・アンド・アフター                                       | Before and After                              | Solo                    |
| 2024年4月                              | ファッキン・アップ                                               | Fu##in' Up                                    | Crazy Horse             |
| コンピレーション                       |                                                                  |                                               |                         |
| 1977年11月                             | ディケイド：輝ける10年                                           | Decade                                        |                         |
| 1993年1月                              | ラッキー・サーティーン                                           | Lucky Thirteen                                |                         |
| 2004年11月                             | グレイテスト・ヒッツ                                             | Greatest Hits                                 |                         |
| アーカイヴス・ボックスセット           |                                                                  |                                               |                         |
| 2009年6月                              | ニール・ヤング・アーカイブス・VOL. I: 1963-1972                  | The Archives Vol. 1 1963–1972                 | ボックス・セット        |
| 2020年11月                             | ニール・ヤング・アーカイヴス VOL. II: 1972–1976                  | Neil Young Archives Volume II: 1972-1976      | ボックス・セット        |
| アーカイヴス・スペシャルリリース       |                                                                  |                                               |                         |
| 2017年9月                              | ヒッチハイカー（1976年レコーディング）                           | Hitchhiker                                    | Solo                    |
| 2020年6月                              | ホームグロウン（1975年レコーディング）                           | Homegrown                                     | Solo                    |
| 2022年7月                              | トースト（2001年レコーディング）                                 | toast                                         | Crazy Horse             |
| 2023年8月                              | クローム・ドリームス（1977年レコーディング）                     | Chrome Dreams                                 | Solo                    |
| 2024年6月                              | アーリー・デイズ（1969年レコーディング）                         | Early Daze                                    | Crazy Horse             |
| アーカイヴス・パフォーマンス・シリーズ |                                                                  |                                               |                         |
| 2006年11月                             | ライヴ・アット・ザ・フィルモア・イースト                         | Live At The Fillmore East                     | Crazy Horse             |
| 2007年4月                              | ライヴ・アット・マッセイ・ホール1971                             | Live At Massey Hall 1971                      | Solo                    |
| 2008年12月                             | シュガー・マウンテン・ライヴ・アット・カンタベリー・ハウス・1968 | Sugar Mountain: Live at Canterbury House 1968 | Solo                    |
| 2009年12月                             | ドリーミン・マン・ライブ '92                                     | Dreamin' Man Live '92                         | Solo                    |
| 2011年7月                              | ア・トレジャー                                                   | A Treasure                                    | Solo                    |
| 2014年1月                              | ライブ・アット・ザ・セラー・ドア                                 | Live at the Cellar Door                       | Solo                    |
| 2015年11月                             | ブルーノート・カフェ                                             | Neil Young and Bluenote Cafe                  | Solo                    |
| 2018年4月                              | ロキシー:トゥナイツ・ザ・ナイト (今宵その夜)・ライヴ             | Roxy: Tonight's the Night Live                | The Santa Monica Flyers |
| 2018年11月                             | ソングズ・フォー・ジュディ                                       | Songs for Judy                                | Solo                    |
| 2019年6月                              | タスカルーサ                                                     | Tuscaloosa                                    | The Stray Gators        |
| 2020年9月                              | リターン・トゥ・グリーンデイル                                   | Return to Greendale                           | Crazy Horse             |
| 2021年2月                              | ウェイ・ダウン・イン・ザ・ラスト・バケット                       | Way Down in the Rust Bucket                   | Crazy Horse             |
| 2021年3月                              | ヤング・シェイクスピア                                           | Young Shakesper                               | Solo                    |

## 来日公演
- 1976年（Crazy Horse）

3月3日・愛知県体育館、3月4日-3月6日・フェスティバルホール、3月8日・九電記念体育館、3月10日-3月11日・日本武道館
- 1989年（Lost Dogs）

4月27日・横浜文化体育館、4月28日-4月30日・NHKホール、5月2日・フェスティバルホール、5月5日・名古屋市公会堂
- 2001年（Crazy Horse）

7月28日・フジロックフェスティバル
- 2003年（Crazy Horse - Greendale tour）

11月10日・大阪城ホール、11月12日・福岡サンパレス、11月14日-11月15日・日本武道館

## 関連人物/集団
- バッファロー・スプリングフィールド
- クロスビー、スティルス、ナッシュ&ヤング
- クレイジー・ホース (アメリカのバンド)
- ジョニ・ミッチェル
- グレイトフル・デッド